# Tapfuma Gutsa
Tapfuma Gutsa, né à Salisbury en 1956, est un sculpteur et artiste d'installation zimbabwéen.

## Biographie
Fils d'un propriétaire d'une entreprise de construction, Tapfuma Gutsa naît en 1956 à Salisbury, en Rhodésie du Sud, devenue Harare, la capitale du Zimbabwe.
Très tôt attiré par l'art, Gutsa s'intéresse d'abord à la photographie, puis rencontre le sculpteur renommé Cornelius Manguma, qui a contribué à la construction de l'église de la mission Serima, une œuvre importante dans l'art africain.
Il étudie alors la sculpture auprès de lui à l'école de la mission de Driefontein, devenant par la suite le premier Zimbabwéen à recevoir une bourse du British Council,. Il l'utilise pour partir au Royaume-Uni étudier à la London School of Art de 1982 à 1985, et obtient son diplôme en sculpture,,.
En Europe, Gutsa est exposé à l'art occidental, ce qui le pousse à rechercher sa propre expression d'art africain. Il assume cependant emprunter à l'art occidental de la même manière que « le monde occidental a longtemps emprunté à l'Afrique », et son œuvre est notamment influencé par Pablo Picasso, Constantin Brâncuși et Henri Matisse.
Dans les années 1990, il établit un centre d'arts dans la province des Midlands, qui permet aux jeunes artistes de se développer. Il devient aussi professeur à l'école polytechnique de Harare (en).
Gutsa fait partie de ce que l'on appelle la « seconde génération » de sculpteurs de pierre zimbabwéens et en est le principal représentant. Comme ceux de la « première génération », il s'inspire des thèmes des sculpteurs shonas.
Tapfuma Gutsa vit au Zimbabwe et remporte à deux reprises le prix de l'excellence globale de la Galerie nationale du Zimbabwe (en). Il fait partie de la première délégation d'artistes zimbabwéens à la Biennale de Venise en 2011,.
Au début de l'année 2003, il fait partie des artistes zimbabwéens qui condamnant la corruption politique sous le régime du président Robert Mugabe.
En 2007, Gutsa est l'un des onze artistes internationaux chargés par le Victoria and Albert Museum de Londres de produire des œuvres pour une exposition intitulée « Uncomfortable Truths: The Shadow of Slave Trading on Contemporary Art » (Des vérités qui mettent mal à l'aise : L'ombre de la traite des esclaves sur l'art contemporain),.
Tapfuma Gutsa vit et travaille à Vienne, en Autriche.

## Œuvre
Tandis que ses compatriotes travaillent habituellement avec de la stéatite, Tapfuma Gutsa utilise une multitude de matériaux comme le bois, le fil de fer, les épines de porc-épic et les coquilles d'œuf,,.
Ses œuvres abordent des thématiques intimistes (Listening to the Baby Kick, 1989) ou politiques (The Hidden Agenda, 1991). Gutas mélange les supports et matériaux, comme dans Tsango (2004), où il mêle pierre, métal et bois, ou Moses (2003), une pierre de la forme de l'Afrique avec des cornes comme celles des zébus, et il fait aussi des installations (African Genesis, 1994).
Gutsa expose dans le monde entier, notamment aux biennales de Dakar, La Havane et Venise,. En 1987, il remporte le premier prix de l'exposition Nedlaw avec une sculpture représentant une herbe fumante engloutissant un oiseau en bois.
Lors de son exposition « The Power of the Object/The Object of the Power » de 2003 à l'Alliance française, il prend pour thèmes les mythes et traditions africaines.

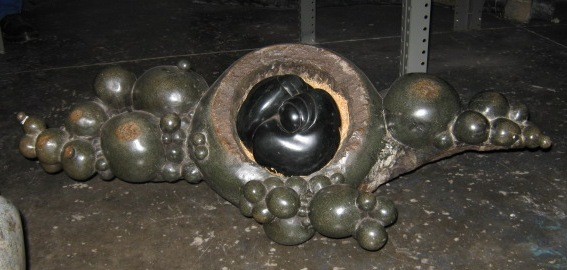
Genesis (National Gallery of Zimbabwe).
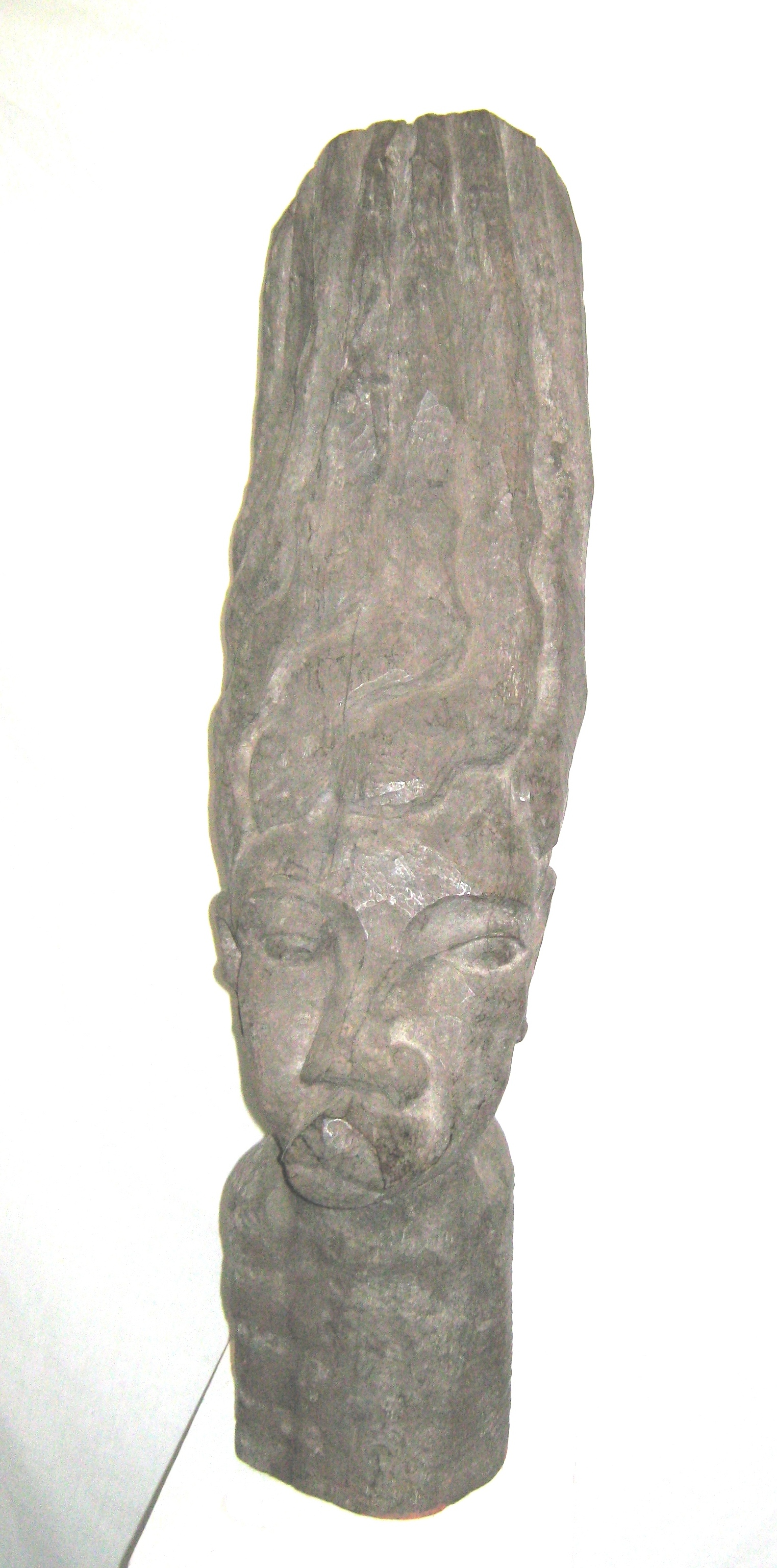
Nehanda's Defiance (National Gallery of Zimbabwe).
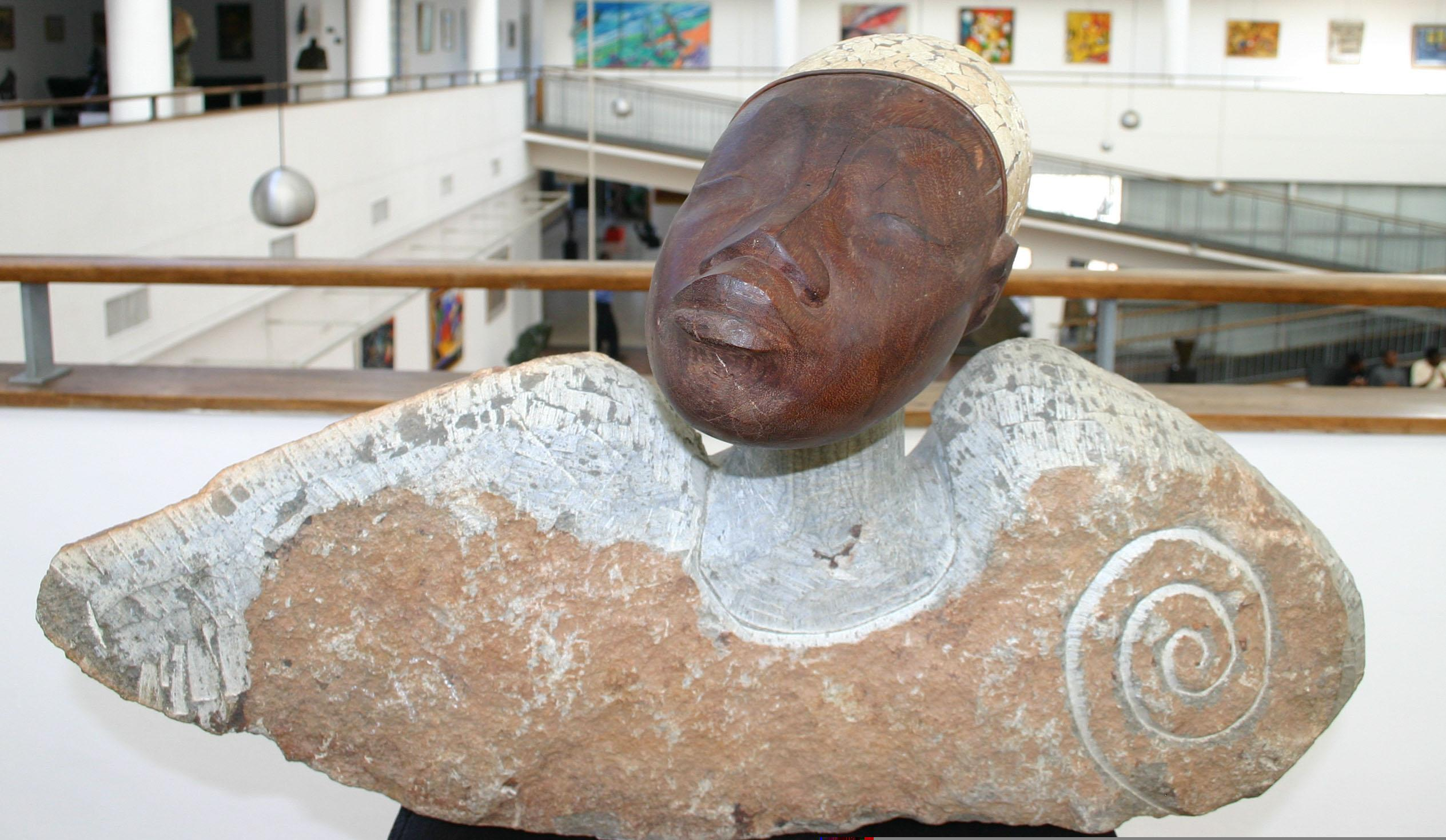
Woman of Society (National Gallery of Zimbabwe).

## Expositions notables
- « Contemporary African artists : changing tradition » (avec El Anatsui, Bruce Onobrakpeya, Youssouf Bath, Tapfuma Gutsa, Souleymane Keita, Nicholas Mukomberanwa, Henry Munyaradzi et Rosemary Karuga), Studio Museum in Harlem, New York (1990)[14],[15]
- Biennale de La Havane (1991)[16],[12]
- Biennale de Dakar[16]
- Biennale de Venise (2011)[16],[6],[17]
- « Visions of Zimbabwe : artists » (avec Berry Bickle, David Brazier, Chikonzero Chazunguza, Calvin Dondo, Tapfuma Gutsa, Michele Mathison, Chaz Maviyane-Davies, Tsvangirayi Mukwazhi, Alice Tavaya, Voti Thebe), Manchester Art Gallery (2004-2005)[18]